# Cyprinodontiformes
Ordre
Sous-ordres de rang inférieur
- Aplocheiloidei
- Cyprinodontoidei

Les Cyprinodontiformes forment un ordre de poissons à nageoires rayonnées (Actinopterygii), composé principalement de petits poissons d'eau douce. Ils sont étroitement liés aux Atheriniformes et sont parfois confondus avec eux. Cet ordre contient beaucoup de poissons d'aquarium très populaires, tels que les killies et les Poeciliidés.

## Caractéristiques
Les familles des Cyprinodontiformes peut être divisées en trois groupes : vivipare et ovovivipare (toutes les espèces donnent naissance à des alevins vivants), et ovipare (toutes les espèces pondent). Mais phylogénétiquement, l'un des deux sous-ordres (Aplocheiloidei) contient exclusivement des espèces ovipares, ainsi que deux des quatre super-familles de l'autre sous-ordre (Cyprinodontoidea et Valencioidea de Cyprinodontoidei) sont vivipares et ovovivipares ont évolué indépendamment des ancêtres ovipares.

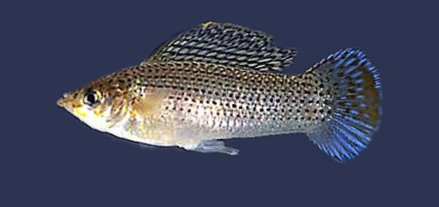
Poecilia latipinna

## Liste desfamilles
Selon FishBase et World Register of Marine Species (21 avril 2016) 2 sous-ordre regroupant 10 familles :
- sous-ordre Aplocheiloidei
  - famille Aplocheilidae Bleeker, 1860
- sous-ordre Cyprinodontoidei
  - famille Anablepidae Garman, 1895
  - famille Cyprinodontidae Gill, 1865
  - famille Fundulidae Jordan et Gilbert, 1882
  - famille Goodeidae Jordan, 1923
  - famille Nothobranchiidae Garman, 1895
  - famille Poeciliidae Garman, 1895
  - famille Profundulidae Hoedeman et Bronner, 1951
  - famille Rivulidae Myers, 1925
  - famille Valenciidae Parenti, 1981

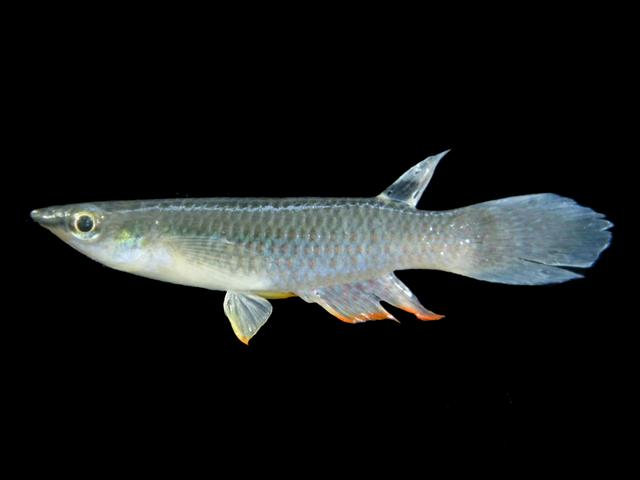
Aplocheilus panchax (Aplocheilidae)
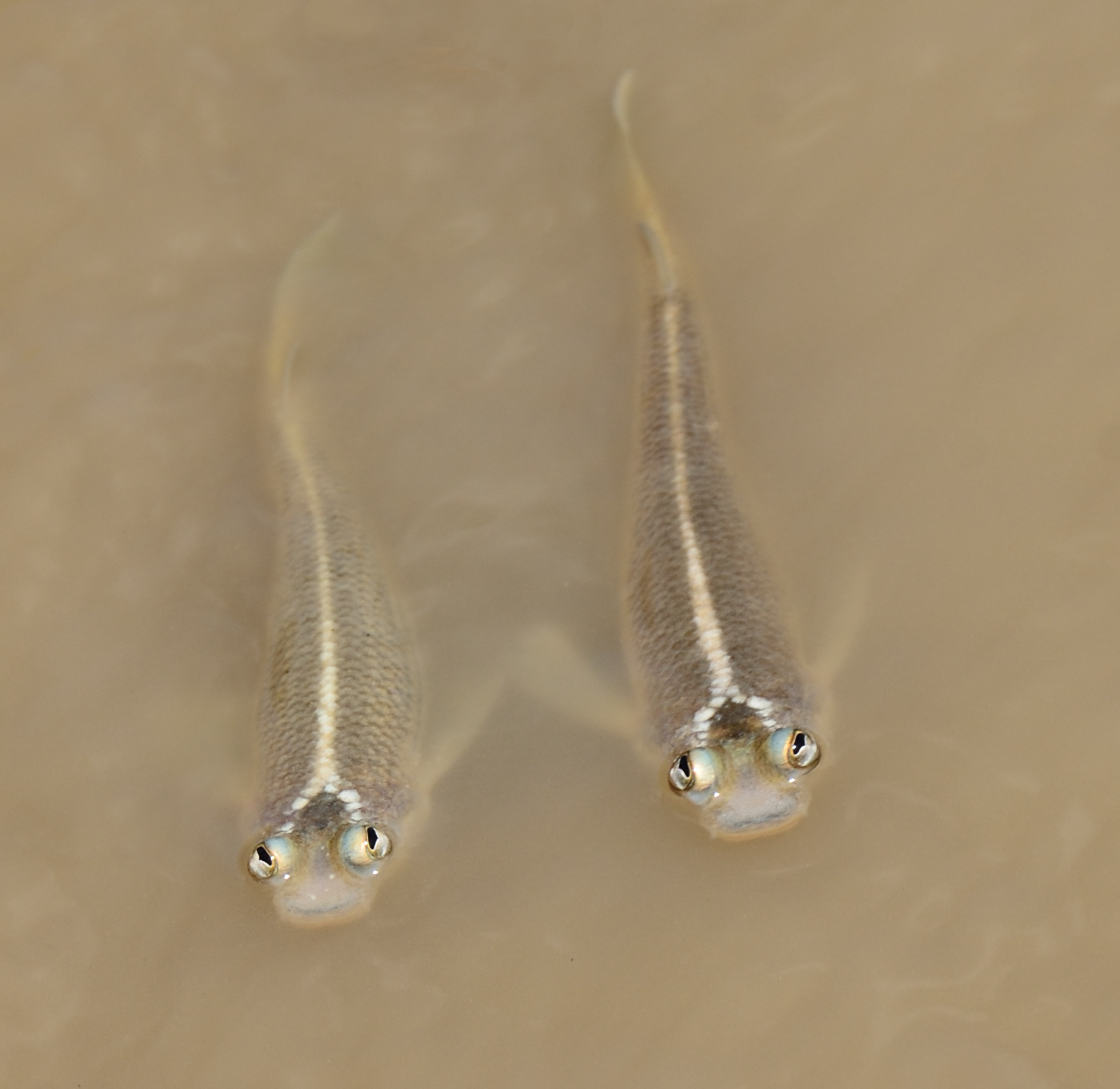
Anableps anableps (Anablepidae)
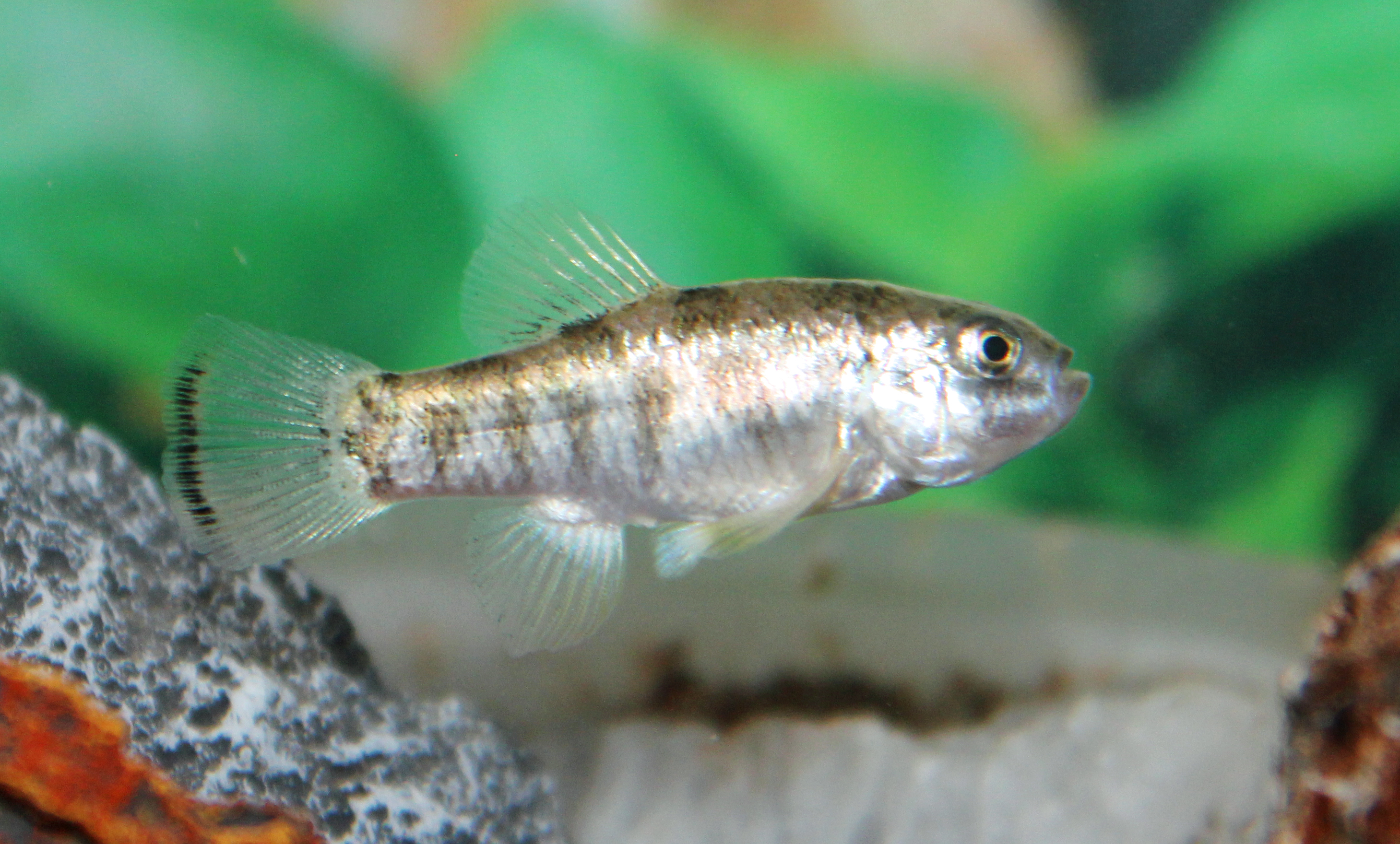
Cyprinodon julimes (Cyprinodontidae)
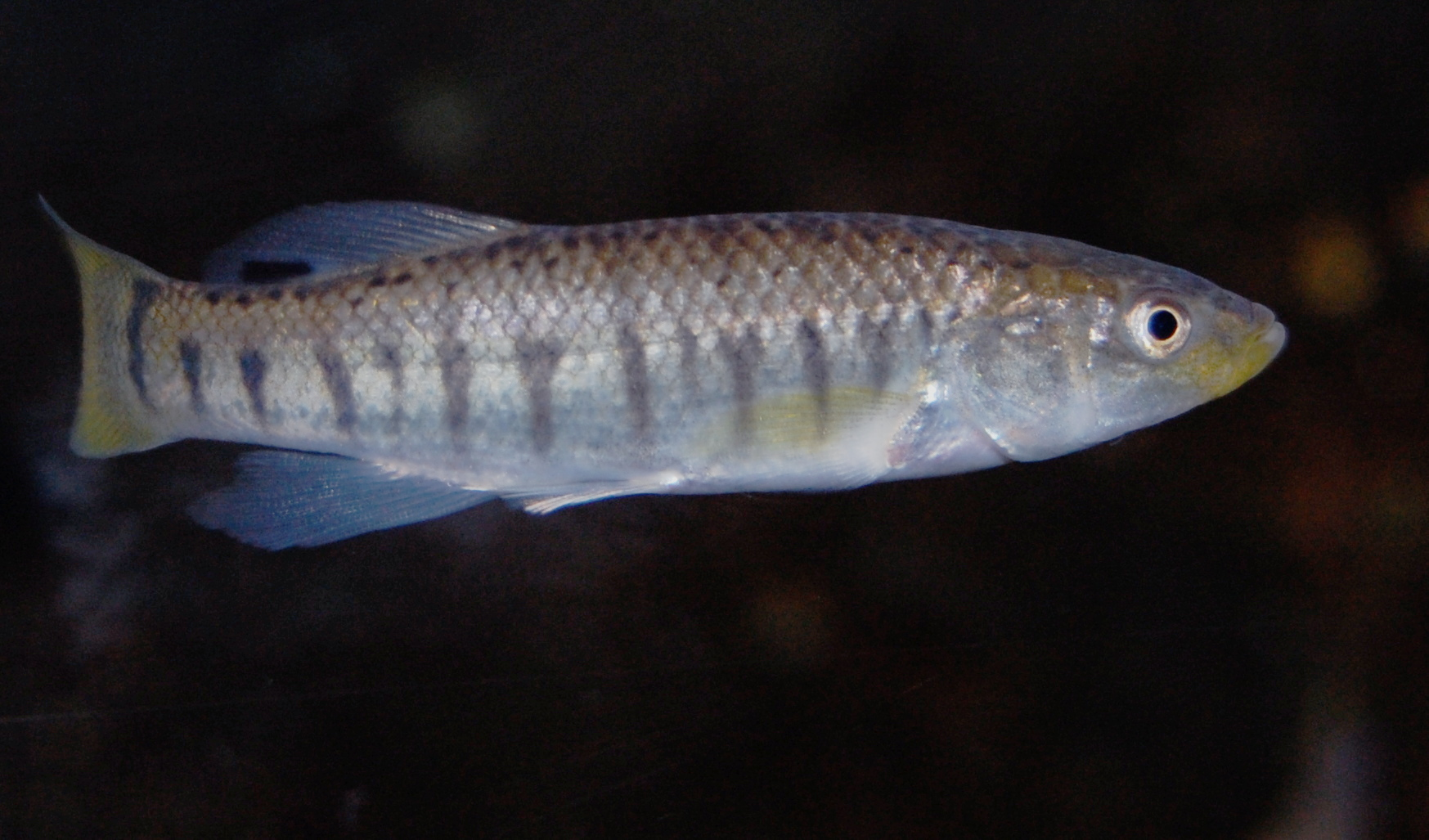
Fundulus majalis (Fundulidae)
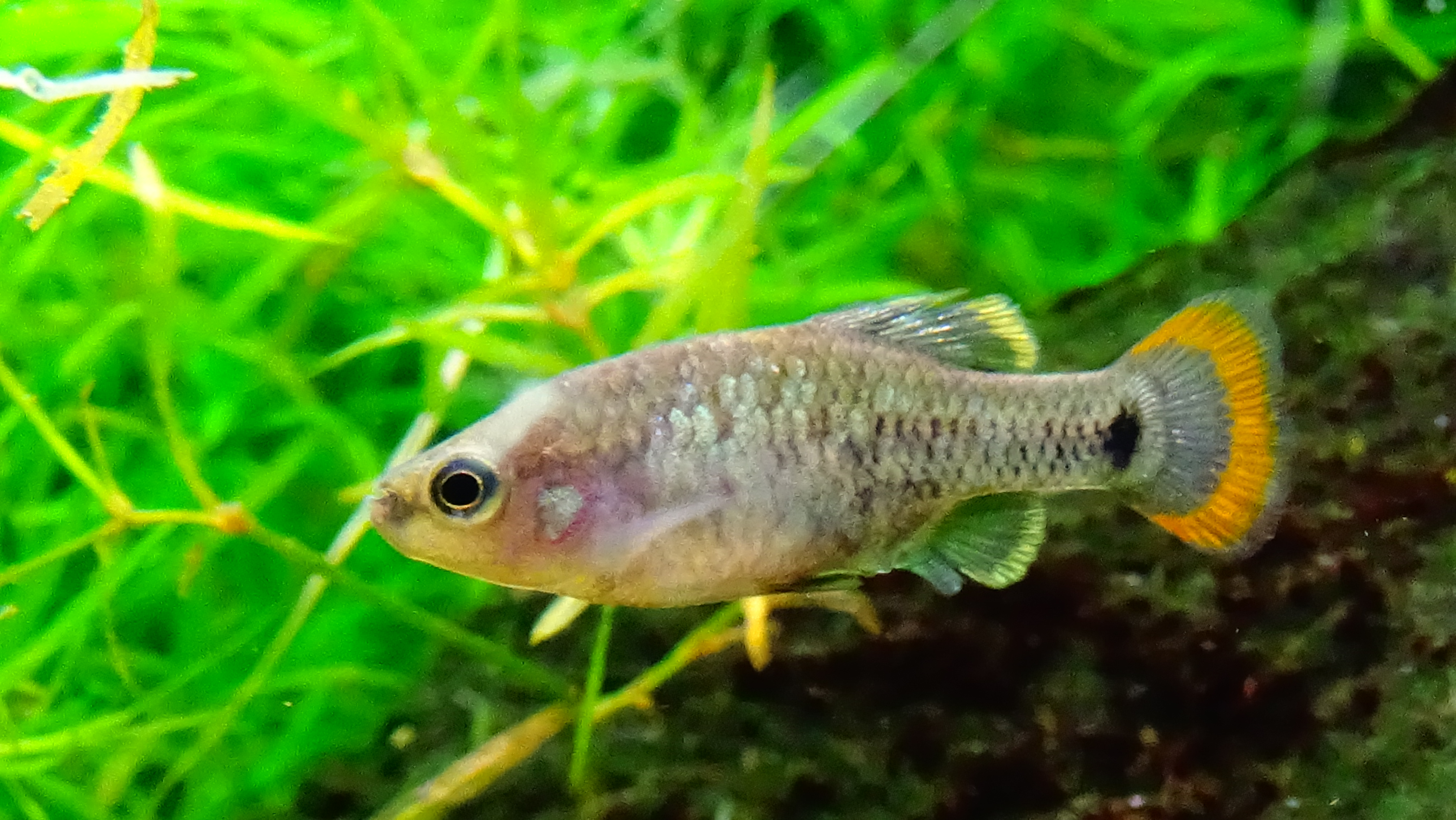
Zoogoneticus tequila (Goodeidae)
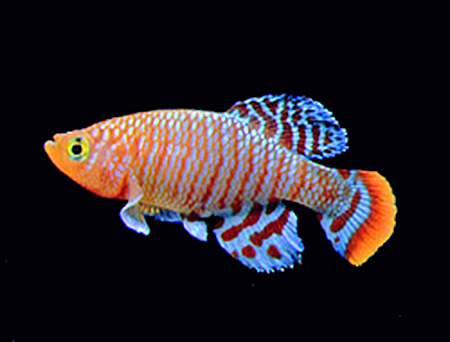
Nothobranchius rachovii (Nothobranchiidae)
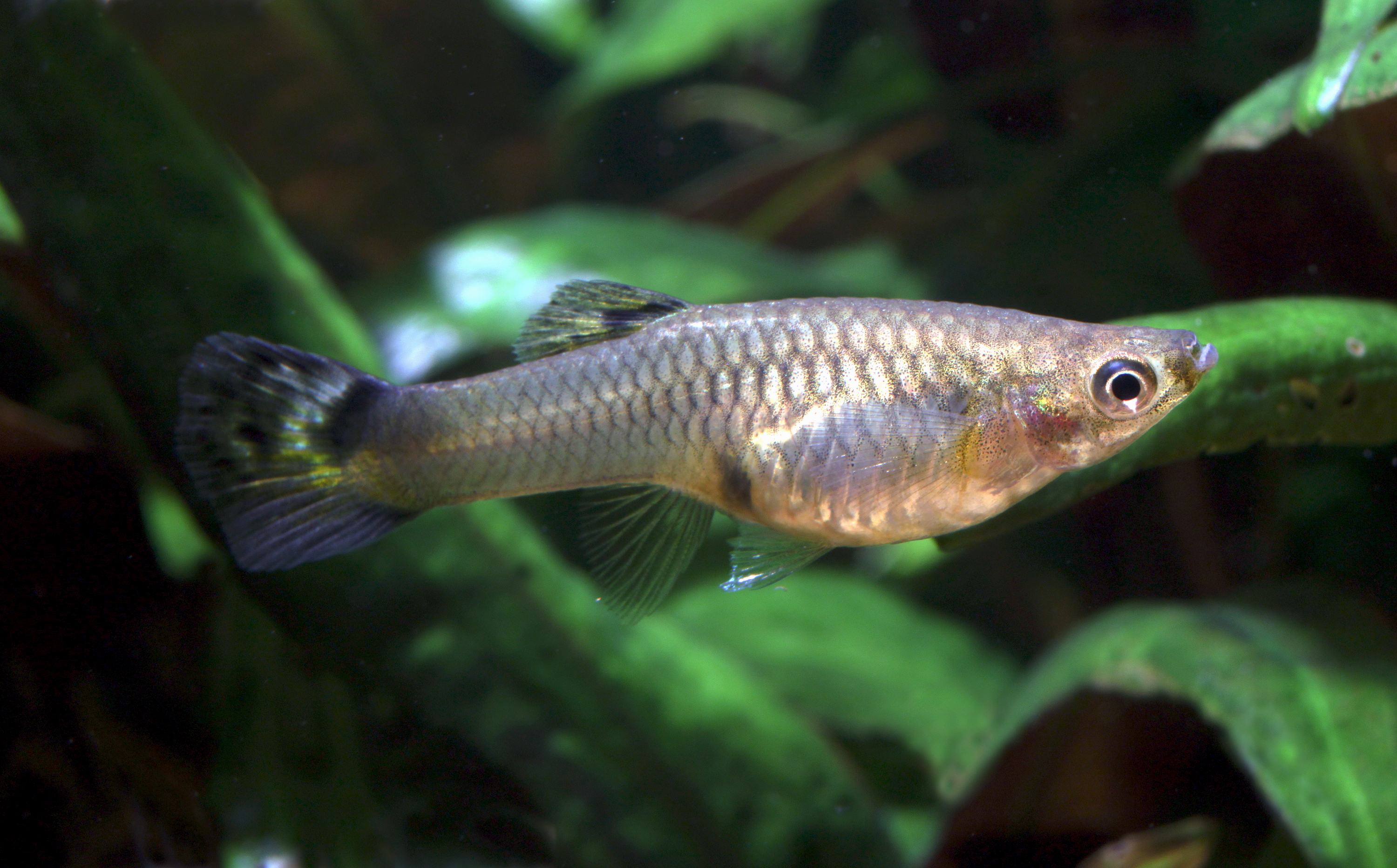
Poecilia reticulata (Poeciliidae)
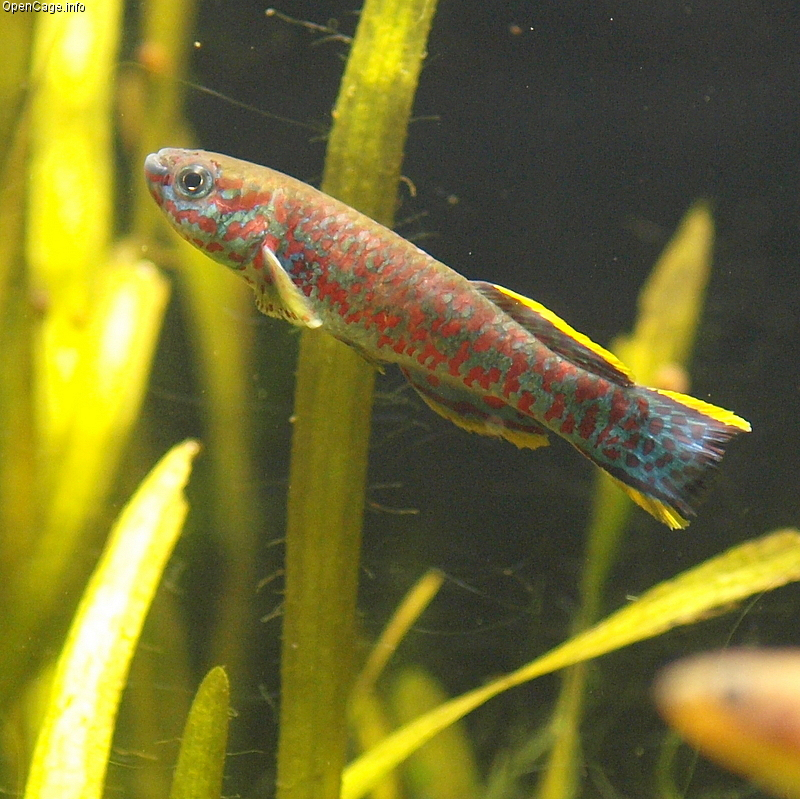
Profundulus guatemalensis (Profundulidae)
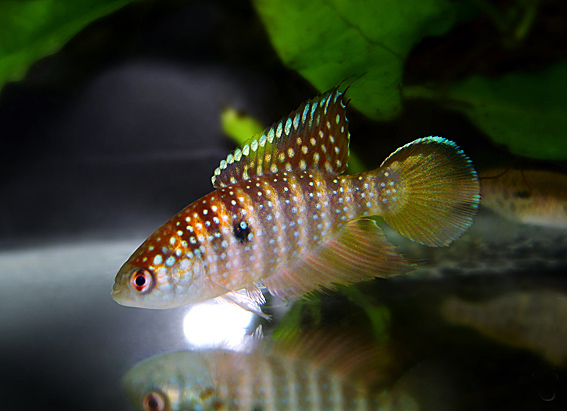
Simpsonichthys notatus (Rivulidae)
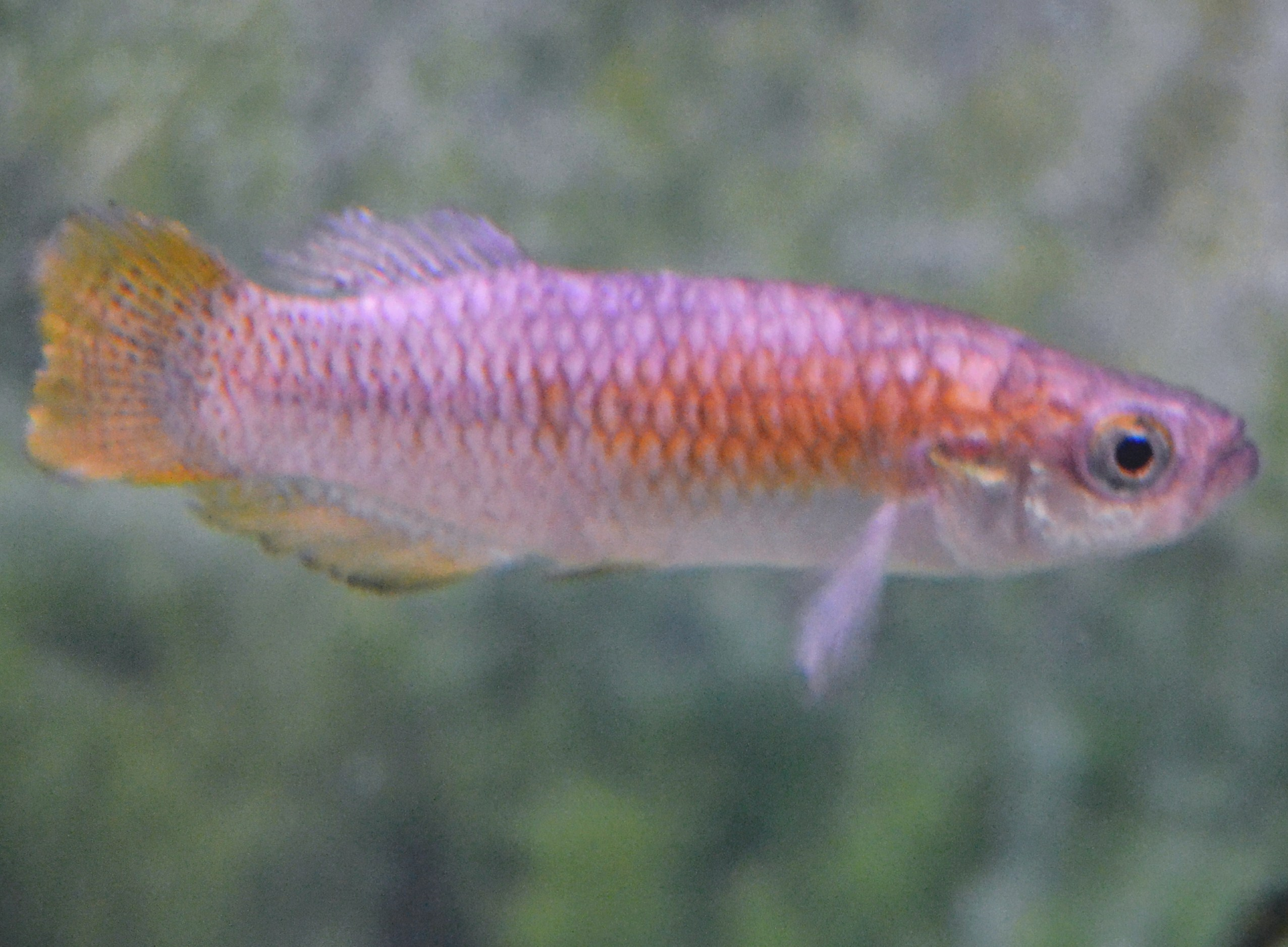
Valencia hispanica (Valenciidae)